# Eurinopsyche clementi
Eurinopsyche clementi är en insektsart som först beskrevs av William Lucas Distant 1906.  Eurinopsyche clementi ingår i släktet Eurinopsyche och familjen lyktstritar. Inga underarter finns listade i Catalogue of Life.